# 角倉護
角倉 護（かどくら まもる、1959年6月1日 - ）は、日本の実業家。元カネカ代表取締役社長。元日本ソーダ工業会会長。元塩ビ工業・環境協会会長。

## 人物・経歴
大阪府大阪市生野区生まれ。実家はケーキ屋。小学校入学前は兵庫県姫路市の祖父の家で過ごしたのち、大阪に戻り、大阪府立住吉高等学校を経て、同志社大学工学部工業化学科卒業。大学卒業後は適当な仕事が見つからなかったため就職はせずに大学院へ進学して、1987年京都大学大学院工学研究科博士後期課程修了。同年鐘淵化学工業入社。2009年カネカ高機能性樹脂事業部長。2010年カネカ執行役員。2012年カネカ取締役常務執行役員。2014年カネカ代表取締役社長。2016年塩ビ工業・環境協会会長。2018年日本ソーダ工業会会長。2019年カネカ代表取締役社長研究担当。2020年カネカ取締役上級執行役員研究担当。2024年カネカ取締役副社長 Green Planet推進部長・Performance Polymers (MOD) Solutions Vehicle 担当・ Performance Polymers (MS) Solutions Vehicle 担当・研究担当・保安担当。